# Tracker (serie televisiva)
Tracker è una serie televisiva statunitense drammatica in onda su CBS dall'11 febbraio 2024. Nel marzo 2024 la serie è stata rinnovata per una seconda stagione. In Italia la serie trasmessa in streaming su Disney+. La serie vede protagonista l'attore Justin Hartley nel ruolo di Colter Shaw ed è basata sul romanzo "Il gioco del mai" dello scrittore Jeffery  Deaver.

## Trama
La storia parla di Colter Shaw, un uomo, figlio di un "survivalista", con straordinarie capacità di tracciamento, che gira gli Stati Uniti nel suo camper in cerca di persone scomparse, lavorando come "ricompensista" per conto di privati e forze dell'ordine. La serie intreccia casi di persone scomparse con le vicende personali di Colter, legate al suo passato e alla sua famiglia. 

## Episodi
| Stagione         | Episodi | Pubblicazione USA | Pubblicazione Italia |
| ---------------- | ------- | ----------------- | -------------------- |
| Prima stagione   | 13      | 2024              | 2024                 |
| Seconda stagione | 20      | 2024-2025         | 2024-2025            |

## Personaggi & Interpreti

### Principali
- Colter Shaw, interpretato da Justin Hartley.
Un lupo solitario survivalista con grandi capacità di tracciamento che viaggia per il paese come "ricompensatore". Shaw si guadagna da vivere aiutando le forze dell'ordine e i cittadini privati in cambio di ricompense in denaro.
- Teddi Bruin, interpretata da Robin Weigert.
Agisce come uno dei gestori di Colter, trovandogli casi da prendere e facendo ricerche di base per lui mentre è sul campo.
- Velma Bruin, interpretata da Abby McEnany.
Moglie di Teddi e seconda responsabile di Colter.
- Bobby Exley, interpretato da Eric Graise.
Un hacker che assiste Shaw dal punto di vista tecnico.
- Reenie Greene, interpretata da Fiona Rene.
Un avvocato che assiste Shaw nelle questioni legali.

### Ricorrenti
- Randy, interpretato da Chris Lee.
Cugino di Bobby.

### Ospiti
- Russell Shaw, interpretato da Jensen Ackles.
Il fratello maggiore del protagonista.
- Dory, interpretata da Melissa Roxburgh.
La sorella minore del protagonista.
- Mary Dove Shaw, interpretata da Wendy Crewson.
Madre di Russell, Colter, Dorion e moglie del defunto Ashton Shaw.
- Ashton Shaw, interpretato da Lee Tergesen.
Padre dei tre fratelli Shaw e marito di Mary Dove.

## Produzione

### Sviluppo
Tracker è prodotta da 20th Television e basata sul romanzo del 2019 di Jeffery Deaver, The Never Game. La serie è stata ripresa per l'episodio pilota dalla CBS nel luglio 2022. Nel dicembre 2022, è stato dato un ordine di serie. Nel marzo 2023, il titolo della serie è stato cambiato in Tracker. Il 4 marzo 2024, la serie è stata rinnovata per una seconda stagione, il cui debutto avviene il 13 ottobre 2024. Il 20 febbraio 2025, la serie è stata rinnovata per una terza stagione. 

### Casting
Justin Hartley è stato scelto come protagonista nel ruolo di Colter Shaw nel gennaio 2021. Nel settembre 2022, Wendy Crewson è stata scelta per il ruolo di Mary Dove Shaw. Lo stesso mese, anche Robin Weigert, Abby McEnany ed Eric Graise si erano uniti al cast della serie. Nell'aprile 2024, Melissa Roxburgh e Jensen Ackles sono stati scelti come guest star nei ruoli di Dory e Rusell, rispettivamente fratello maggiore e sorella minore. Nell'agosto 2024, è stato riferito che Weigert non tornerà come personaggio regolare della serie per la seconda stagione. Nel settembre 2024, Floriana Lima è stata scelta per un ruolo ricorrente per la seconda stagione. Nel febbraio 2025, Chris Lee si è unito al cast in un ruolo ricorrente per la seconda stagione. Nel marzo 2025, Pej Vahdat è stato scelto per un ruolo ricorrente per la seconda stagione. Il 18 luglio 2025, Graise e McEnany lasciano la serie prima della terza stagione.

### Riprese
Tracker è girato principalmente, nella Columbia Britannica. Nei pressi della città di Vancouver, nei Vancouver Film Studios. Le riprese per la seconda stagione sono iniziate il 16 luglio 2024 e si sono concluse il 1 aprile 2025. Le riprese per la terza stagione sono iniziate il 17 luglio 2025 e dovrebbero concludersi il 17 aprile 2026.

## Accoglienza
Su Rotten Tomatoes, la serie detiene un indice di gradimento del 88% sulla base di 17 recensioni critiche, con una valutazione media di 6,8/10. 